# 크림 자치 소비에트 사회주의 공화국

크림 자치 소비에트 사회주의 공화국의 국기

크림 자치 소비에트 사회주의 공화국의 국장

크림 자치 소비에트 사회주의 공화국(크림 타타르어: Qrьm Avonomjalь Sotsialist Sovet Respublikasь, 러시아어: Крымская Автономная Советская Социалистическая Республика 크림스카야 압토놈나야 소베츠카야 소치알리스티체스카야 레스푸블리카[*]; 1921년 10월 18일 – 1945년 7월 30일)은 소비에트 연방 러시아 공화국의 자치 공화국이었다. 수도는 심페로폴이었다. 공용어는 크림 타타르어와 러시아어였다.
주민들의 상당수였던 크림 타타르인들은 1944년 재산을 빼앗기고 중앙아시아에 강제 이주되었다. 그들의 헌법상 권리는 1967년에 회복되었으나 소비에트 연방의 붕괴 직전까지 고향에 돌아오는 것이 허용되지 않았다.
크림 자치 소비에트 사회주의 공화국은 1945년 러시아 공화국의 크림주로 개편되어 역사 속으로 사라졌다. 크림주는 1954년에 우크라이나 공화국으로 넘겨졌다. 1991년 우크라이나 공화국 아래의 자치 소비에트 사회주의 공화국으로 재설치되었다가 1992년에 폐지되어 크림 자치 공화국이 되었다.